# Suzanne Labrousse
Suzanne Labrousse (Vanxains, 8 maggio 1747 – Parigi, 1821) fu una visionaria francese che avrebbe predetto, già nel 1779, la Rivoluzione francese.

## Biografia
Suzanne Courcelle Labrousse nacque nel Périgord nel 1747. Essa affermava di essere nata con la camicia, ossia ancora avvolta nel sacco amniotico: questa era, a suo dire, la ragione delle sue virtù profetiche. Le sue capacità divinatorie si sarebbero manifestate già dall'infanzia e tramite esse la Labrousse rendeva attenti della necessità di una rinascita spirituale della Francia e della Chiesa cattolica.
Nel 1779, ossia 10 anni prima degli eventi, essa avrebbe profetizzato la Rivoluzione francese, l'abolizione degli ordini religiosi ecc.
Durante la rivoluzione francese essa difese la politica giacobina e anche le misure antiecclesiastiche che rientravano, secondo la Labrousse, in questo processo di risanamento e purificazione. Essa ebbe all'epoca contatti con alti esponenti rivoluzionari, si dice, con lo stesso Maximilien Robespierre.
Nel 1792 la Labrousse volle recarsi addirittura presso la Corte Papale per convincere Papa Pio VI della necessità di una catarsi della Chiesa e per spingerlo a riconoscere il clero costituzionale francese, ossia quello che aveva accettato la nuova costituzione, condannata dal Papa il 10 marzo 1791.
La Labrousse fu, invece, arrestata a Montefiascone non appena era entrata nello Stato della Chiesa. Essa fu incarcerata a Castel Sant’Angelo, dove rimase, volontariamente, anche quando il 15 febbraio 1798 i francesi scacciarono il Papa e instaurarono la Repubblica Romana.
Nel periodo della Repubblica Romana la Labrousse – soprannominata dai Romani la pitonessa - usciva tuttavia da Castel Sant'Angelo sia per svolgere attività politica mediando fra l'altro fra i francesi e le autorità della neonata Repubblica sia per continuare la sua battaglia per i valori rivoluzionari e per un cristianesimo purificato.